# Jowita Kramer
Jowita Kramer ist eine deutsche Indologin.

## Leben
Sie erwarb 2000 den M.A. an der Universität Hamburg in Tibetologie und Indologie, 2004 den Dr. phil. in Hamburg in Indologie und 2010 das Zertifikat „Hochschullehre Bayern“. Nach der Habilitation 2010 an der Universität München war sie von 2017 bis 2021 außerplanmäßige Professorin für Indologie in München. Seit Oktober 2021 ist sie Universitätsprofessorin und Leiterin des Instituts für Indologie und Zentralasienwissenschaften an der Universität Leipzig. 
Ihre Forschungsinteressen sind früher Buddhismus und Mahāyāna, Abhidharma und buddhistische Praxis, Manuskripte, Intertextualität in der buddhistischen Kommentarliteratur und tibetische Biografien und Übertragungslinien.

## Schriften (Auswahl)
- Kategorien der Wirklichkeit im frühen Yogācāra. Der Fünf-vastu-Abschnitt in der Viniścayasaṃgrahaṇī der Yogācarabhūmi. Wiesbaden 2005, ISBN 3-89500-514-2.
- A noble Abbot from Mustang. Life and works of Glo-bo mKhan-chen (1456–1532). Wien 2008, ISBN 978-3-902501-07-3.
- Sthiramati's Pañcaskandhakavibhāṣā. Wien 2013, ISBN 978-3-7001-7591-9.